# エマヌエーレ・フィリベルト・ディ・サヴォイア＝カリニャーノ
エマヌエーレ・フィリベルト・アメデーオ・ディ・サヴォイア＝カリニャーノ（Emanuele Filiberto Amedeo di Savoia-Carignano, 1628年8月20日 - 1709年4月23日）は、第2代カリニャーノ公（在位：1656年 - 1709年）。

## 生涯
カリニャーノ公トンマーゾ・フランチェスコとマリー・ド・ブルボン＝ソワソンの間の第3子・長男。聾者として生まれたため「唖」を意味する「イル・ムート（il Muto）」の異名で呼ばれた。両親は聾唖の障害を非常に心配し、大変な労力を費やして息子に読唇術と若干の言語を話す力を身に付けさせた。成長すると、スペインに留学して欧州の聾教育の第一人者だったマヌエル・ラミレス・デ・カリオン師の学校に入り、読み書き能力を習得する。またアレッサンドロ・テザウロに自然科学研究の手ほどきを受け、科学分野に関する優れた才能を示した。
長じて父が指揮するロンバルディア地方での軍事遠征に従軍して戦闘経験を積み、フランス軍の軽騎兵連隊所属の大佐となった。1658年、従兄のサヴォイア公カルロ・エマヌエーレ2世によって同公国軍の陸軍中将とされ、1663年アスティの市長官に任命される。建築に関心が深く、1679年から1684年にかけてトリノの居館パラッツォ・カリニャーノを建設させたほか、カリニャーノ家の本拠ラッコニージ城の大規模な改築も行わせた。建造物の設計・監督は主として地元の建築家グアリーノ・グアリーニが行ったが、庭園はヴェルサイユの造園を担当したアンドレ・ル・ノートルに任され、本格的なフランス・バロック様式の庭園が造営された。
1675年から1699年まで、サヴォイア公爵位の推定相続人であった。1701年、サヴォイア宗家のマリア・ルイーザがスペイン王フェリペ5世との代理結婚式を行った際には、花婿役を買って出ている。
遺骸はトリノ市街スペルガ大聖堂に葬られたが、1836年に他のサヴォイア家の死者23人とともにサクラ・ディ・サン・ミケーレ修道院に改葬された。

## 子女
1684年11月7日ラッコニージにて、アンジェラ・マリーア・カテリーナ・デステと結婚した。この結婚で以下の子をもうけた。
- マリーア・ヴィットーリア (1687年 - 1763年)
- イザベッラ・ルイーザ (1688年 - 1767年)
- ヴィットーリオ・アメデーオ（1690年 - 1741年） - カリニャーノ公
- トンマーゾ・フィリッポ・ガストーネ (1696年 - 1715年)

## 引用・脚注
1. ↑  Chiodo, Domenico (2019). "TESAURO, Alessandro". Dizionario Biografico degli Italiani, Volume 95: Taranto–Togni (in Italian). Rome: Istituto dell'Enciclopedia Italiana. ISBN 978-8-81200032-6.
2. ↑  Williams, H. Noel. “A Rose of Savoy, Marie Adelaide of Savoy, duchesse de Bourgogne, Mother of Louis XV”. InternetArchive.org. 2009年12月15日閲覧。